# That! Feels Good!
That! Feels Good! è il quinto album in studio della cantante britannica Jessie Ware, pubblicato nel 2023.

## Tracce
1. That! Feels Good! – 4:22 (Jessie Ware, James Ford, Shungudzo Kuyimba, Daniel Parker)
2. Free Yourself – 3:54 (Ware, Clarence Coffee Jr., Stuart Price)
3. Pearls – 4:03 (Ware, Coffee Jr., Sarah Hudson, Price)
4. Hello Love – 4:42 (Ware, Ford, Kuyimba, Parker)
5. Begin Again – 5:24 (Ware, Ford, Kuyimba, Parker)
6. Beautiful People – 3:35 (Ware, Ford, Kuyimba, Parker)
7. Freak Me Now – 3:28 (Ware, Coffee Jr., Price)
8. Shake the Bottle – 3:23 (Ware, Ford, Kuyimba, Parker)
9. Lightning – 3:10 (Ware, Coffee Jr., Price)
10. These Lips – 4:21 (Ware, Ford, Kuyimba, Parker)

## Classifiche
| Classifica (2023) | Posizione raggiunta |
| ----------------- | ------------------- |
| Regno Unito       | 3                   |